# Grande Prêmio do México de 1990
Resultados do Grande Prêmio do México de Fórmula 1 realizado na Cidade do México em 24 de junho de 1990. Sexta etapa do campeonato, foi vencido pelo francês Alain Prost, que subiu ao pódio junto a Nigel Mansell numa dobradinha da Ferrari, com Gerhard Berger em terceiro pela McLaren-Honda.

## Resumo
Ayrton Senna e Gerhard Berger disputaram arduamente a pole position, mas no último minuto, Riccardo Patrese (Williams-Renault) se meteu entre eles impedindo a dobradinha da McLaren. Mesmo assim, Senna largou na frente e abriu uma liderança sem ameaças durante 60 voltas. De repente, quatro carros ultrapassaram-no de uma só vez e ele parou. Deu a dupla da Ferrari com Alain Prost e Nigel Mansell, e Gerhard Berger em terceiro.
Ayrton só explicou a decepção uma hora depois da prova: "Senti que meu carro começou a ficar pesado na traseira. O defeito aumentava e eu perdia a vantagem. É decepcionante você ir cedendo passagem sem poder lutar. Mansell foi o primeiro a me passar, depois veio Prost, Berger e quando o Alessandro Nannini (Benetton-Ford) me ultrapassou, o pneu traseiro direito já estava dechapado. É nesse tipo de corrida que eu saio do carro e fico um bom tempo de capacete para ninguém ver a minha cara".
↑1  Foi desclassificado, porque após rodar, seu Eurobrun foi empurrado.

## Resultados

### Pré-classificação
| Pos. | Nº | Piloto             | Equipe           | Melhor volta | Diferença  |
| ---- | -- | ------------------ | ---------------- | ------------ | ---------- |
| 1    | 14 | Olivier Grouillard | Osella-Ford      | 1:25.281     | —          |
| 2    | 29 | Eric Bernard       | Lola-Lamborghini | 1:25.456     | + 0.175    |
| 3    | 33 | Roberto Moreno     | EuroBrun-Judd    | 1:26.724     | + 1.443    |
| 4    | 30 | Aguri Suzuki       | Lola-Lamborghini | 1:27.511     | + 2.230    |
| 5    | 18 | Yannick Dalmas     | AGS-Ford         | 1:27.830     | + 2.549    |
| 6    | 17 | Gabriele Tarquini  | AGS-Ford         | 1:28.499     | + 3.218    |
| 7    | 31 | Bertrand Gachot    | Coloni-Subaru    | 1:28.805     | + 3.524    |
| 8    | 34 | Claudio Langes     | EuroBrun-Judd    | 1:40.414     | + 15.133   |
| 9    | 39 | Bruno Giacomelli   | Life             | 4:07.475     | + 2:42.194 |

### Treinos oficiais
| Pos.    | Nº | Piloto             | Construtor        | Tempo Q1 | Tempo Q2   | Diferença |
| ------- | -- | ------------------ | ----------------- | -------- | ---------- | --------- |
| 1       | 28 | Gerhard Berger     | McLaren-Honda     | 1:17.227 | 1:17.850   | —         |
| 2       | 6  | Riccardo Patrese   | Williams-Renault  | 1:18.215 | 1:17.498   | + 0.271   |
| 3       | 27 | Ayrton Senna       | McLaren-Honda     | 1:18.417 | 1:17.670   | + 0.443   |
| 4       | 2  | Nigel Mansell      | Ferrari           | 1:17.938 | 1:17.732   | + 0.505   |
| 5       | 5  | Thierry Boutsen    | Williams-Renault  | 1:19.062 | 1:17.883   | + 0.656   |
| 6       | 4  | Jean Alesi         | Tyrrell-Ford      | 1:18.727 | 1:18.282   | + 1.055   |
| 7       | 23 | Pierluigi Martini  | Minardi-Ford      | 1:18.526 | 1:18.590   | + 1.299   |
| 8       | 20 | Nelson Piquet      | Benetton-Ford     | 1:19.022 | 1:18.561   | + 1.334   |
| 9       | 3  | Satoru Nakajima    | Tyrrell-Ford      | 1:19.551 | 1:18.575   | + 1.348   |
| 10      | 8  | Stefano Modena     | Brabham-Judd      | 1:18.592 | 1:19.817   | + 1.365   |
| 11      | 11 | Derek Warwick      | Lotus-Lamborghini | 1:19.557 | 1:18.951   | + 1.724   |
| 12      | 12 | Martin Donnelly    | Lotus-Lamborghini | 1:19.769 | 1:18.994   | + 1.767   |
| 13      | 1  | Alain Prost        | Ferrari           | 1:19.378 | 1:19.026   | + 1.799   |
| 14      | 19 | Alessandro Nannini | Benetton-Ford     | 1:19.909 | 1:19.227   | + 2.000   |
| 15      | 22 | Andrea de Cesaris  | Dallara-Ford      | 1:21.635 | 1:19.865   | + 2.638   |
| 16      | 24 | Paolo Barilla      | Minardi-Ford      | 1:19.897 | 1:21.242   | + 2.670   |
| 17      | 9  | Michele Alboreto   | Arrows-Ford       | 1:21.212 | 1:19.941   | + 2.714   |
| 18      | 21 | Emanuele Pirro     | Dallara-Ford      | 1:21.067 | 1:20.044   | + 2.817   |
| 19      | 30 | Aguri Suzuki       | Lola-Lamborghini  | 1:21.077 | 1:20.268   | + 3.041   |
| 20      | 14 | Olivier Grouillard | Osella-Ford       | 1:20.274 | 1:21.167   | + 3.047   |
| 21      | 7  | David Brabham      | Brabham-Judd      | 1:20.447 | 1:20.636   | + 3.220   |
| 22      | 26 | Philippe Alliot    | Ligier-Ford       | 1:21.451 | 1:20.657   | + 3.430   |
| 23      | 35 | Gregor Foitek      | Onyx-Ford         | 1:21.012 | 1:21.400   | + 3.785   |
| 24      | 25 | Nicola Larini      | Ligier-Ford       | 1:21.584 | 1:21.116   | + 3.889   |
| 25      | 29 | Eric Bernard       | Lola-Lamborghini  | 1:21.273 | 1:21.677   | + 4.046   |
| 26      | 36 | J. J. Lehto        | Onyx-Ford         | 1:21.519 | 1:21.687   | + 4.292   |
| 27      | 16 | Ivan Capelli       | Leyton House-Judd | 1:23.639 | 1:21.544   | + 4.317   |
| 28      | 15 | Maurício Gugelmin  | Leyton House-Judd | 1:22.612 | 1:21.665   | + 4.438   |
| 29      | 10 | Alex Caffi         | Arrows-Ford       | 1:22.278 | 1:22.154   | + 4.927   |
| EXC     | 33 | Roberto Moreno     | EuroBrun-Judd     | 1:21.142 | [ nota 1 ] | + 3.915   |
| Fontes: |    |                    |                   |          |            |           |

### Classificação da prova
| Pos.    | Nº | Piloto             | Construtor        | Voltas | Tempo/Diferença | Grid | Pontos     |
| ------- | -- | ------------------ | ----------------- | ------ | --------------- | ---- | ---------- |
| 1       | 1  | Alain Prost        | Ferrari           | 69     | 1:32:35.783     | 13   | 9          |
| 2       | 2  | Nigel Mansell      | Ferrari           | 69     | + 25.351        | 4    | 6          |
| 3       | 28 | Gerhard Berger     | McLaren-Honda     | 69     | + 25.530        | 1    | 4          |
| 4       | 19 | Alessandro Nannini | Benetton-Ford     | 69     | + 41.099        | 14   | 3          |
| 5       | 5  | Thierry Boutsen    | Williams-Renault  | 69     | + 46.669        | 5    | 2          |
| 6       | 20 | Nelson Piquet      | Benetton-Ford     | 69     | + 46.943        | 8    | 1          |
| 7       | 4  | Jean Alesi         | Tyrrell-Ford      | 69     | + 49.077        | 6    |            |
| 8       | 12 | Martin Donnelly    | Lotus-Lamborghini | 69     | + 1:06.142      | 12   |            |
| 9       | 6  | Riccardo Patrese   | Williams-Renault  | 69     | + 1:09.918      | 2    |            |
| 10      | 11 | Derek Warwick      | Lotus-Lamborghini | 68     | + 1 volta       | 11   |            |
| 11      | 8  | Stefano Modena     | Brabham-Judd      | 68     | + 1 volta       | 10   |            |
| 12      | 23 | Pierluigi Martini  | Minardi-Ford      | 68     | + 1 volta       | 7    |            |
| 13      | 22 | Andrea de Cesaris  | Dallara-Ford      | 68     | + 1 volta       | 15   |            |
| 14      | 24 | Paolo Barilla      | Minardi-Ford      | 67     | + 2 voltas      | 16   |            |
| 15      | 35 | Gregor Foitek      | Onyx-Ford         | 67     | + 2 voltas      | 23   |            |
| 16      | 25 | Nicola Larini      | Ligier-Ford       | 67     | + 2 voltas      | 24   |            |
| 17      | 9  | Michele Alboreto   | Arrows-Ford       | 66     | + 3 voltas      | 17   |            |
| 18      | 26 | Philippe Alliot    | Ligier-Ford       | 66     | + 3 voltas      | 22   |            |
| 19      | 14 | Olivier Grouillard | Osella-Ford       | 65     | + 4 voltas      | 20   |            |
| 20      | 27 | Ayrton Senna       | McLaren-Honda     | 63     | Pneu furado     | 3    |            |
| Ret     | 36 | J. J. Lehto        | Onyx-Ford         | 26     | Motor           | 26   |            |
| Ret     | 29 | Eric Bernard       | Lola-Lamborghini  | 12     | Freios          | 25   |            |
| Ret     | 30 | Aguri Suzuki       | Lola-Lamborghini  | 11     | Colisão         | 19   |            |
| Ret     | 3  | Satoru Nakajima    | Tyrrell-Ford      | 11     | Colisão         | 9    |            |
| Ret     | 7  | David Brabham      | Brabham-Judd      | 11     | Pane elétrica   | 21   |            |
| Ret     | 21 | Emanuele Pirro     | Dallara-Ford      | 10     | Motor           | 18   |            |
| EXC     | 33 | Roberto Moreno     | EuroBrun-Judd     |        | Excluído        |      | [ nota 1 ] |
| DNQ     | 16 | Ivan Capelli       | Leyton House-Judd |        |                 |      |            |
| DNQ     | 15 | Maurício Gugelmin  | Leyton House-Judd |        |                 |      |            |
| DNQ     | 10 | Alex Caffi         | Arrows-Ford       |        |                 |      |            |
| DNPQ    | 18 | Yannick Dalmas     | AGS-Ford          |        |                 |      |            |
| DNPQ    | 17 | Gabriele Tarquini  | AGS-Ford          |        |                 |      |            |
| DNPQ    | 31 | Bertrand Gachot    | Coloni-Subaru     |        |                 |      |            |
| DNPQ    | 34 | Claudio Langes     | EuroBrun-Judd     |        |                 |      |            |
| DNPQ    | 39 | Bruno Giacomelli   | Life              |        |                 |      |            |
| Fontes: |    |                    |                   |        |                 |      |            |

## Tabela do campeonato após a corrida
| Pos.    | Piloto         | Pontos |
| ------- | -------------- | ------ |
| 1       | Ayrton Senna   | 31     |
| 2       | Alain Prost    | 23     |
| 3       | Gerhard Berger | 23     |
| 4       | Jean Alesi     | 13     |
| 5       | Nigel Mansell  | 13     |
| Fontes: |                |        |

| Pos.    | Construtor       | Pontos |
| ------- | ---------------- | ------ |
| 1       | McLaren-Honda    | 54     |
| 2       | Ferrari          | 36     |
| 3       | Williams-Renault | 20     |
| 4       | Benetton-Ford    | 20     |
| 5       | Tyrrell-Honda    | 14     |
| Fontes: |                  |        |

- Nota: Somente as primeiras cinco posições estão listadas. Entre 1981 e 1990 cada piloto podia computar onze resultados válidos por temporada não havendo descartes no mundial de construtores.